# 1931 no Brasil

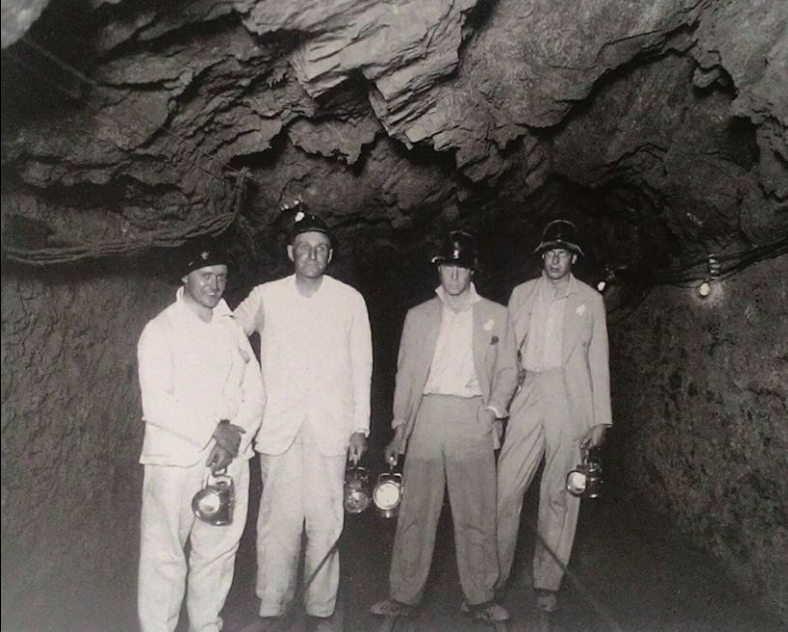
Príncipe Eduardo de Gales e Príncipe Jorge do Reino Unido em visita à Mina Morro Velho em Nova Lima, Minas Gerais.

Esta é uma cronologia dos fatos acontecimentos de ano 1931 no Brasil.

## Incumbentes
- Presidente do Brasil - Getúlio Vargas (3 de novembro de 1930 - 29 de outubro de 1945)

## Eventos
- 24 de janeiro: No Rio de Janeiro, milhares de operários fazem manifestação para apoiar Getúlio Vargas.
- 23 de abril: Presidente Getúlio Vargas assina o decreto que cria o Departamento de Aeronáutica Civil, com sede no Rio de Janeiro.[1]
- 2 de julho: O Departamento Oficial de Publicidade é criado pelo Governo Provisório de Getúlio Vargas.[2]
- 1 de outubro: Presidente Getúlio Vargas assina o decreto que estabelece o horário de verão em todo o território nacional.[3][4]
- 12 de outubro: O Monumento do Cristo Redentor é inaugurado no Corcovado, no Rio de Janeiro.[5]
- 26 de dezembro: Presidente Getúlio Vargas assina o decreto que cria o Departamento de Correios e Telegráfos, atual ECT.[6][7]

## Nascimentos
- 19 de janeiro: Ítalo Rossi, ator (m. 2011).
- 10 de fevereiro: Cauby Peixoto, cantor (m. 2016).
- 10 de junho: João Gilberto, cantor brasileiro. (m. 2019)
- 18 de junho: Fernando Henrique Cardoso, 34° presidente do Brasil.
- 9 de agosto: Mário Jorge Zagallo, futebolista e treinador da Seleção Brasileira de Futebol (m. 2024).
- 3 de setembro: Paulo Maluf, político.
- 17 de outubro: José Alencar, político (m. 2011).
- 2 de março: Ruth Rocha, escritora especializada em livros infantis.
- 12 de abril: Francisco Anysio de Oliveira Paula Filho (Chico Anysio), artista (m. 2012).

## Mortes
- 23 de maio: Roque Callage, escritor (n. 1888).